# Зекие-султан
Зекие́-султа́н (тур. Zekiye Sultan; 21 января 1871, Стамбул — 13 июля 1950, По) — вторая дочь османского султана Абдул-Хамида II от его жены Бедрифелек Кадын-эфенди. Была замужем за старшим сыном героя Плевны Осман-паши Али Нуреддином-пашой. После упразднения султаната и высылки членов династии за пределы страны Зекие уехала во французский город По, где окончила свои дни в полной нищете.

## Биография

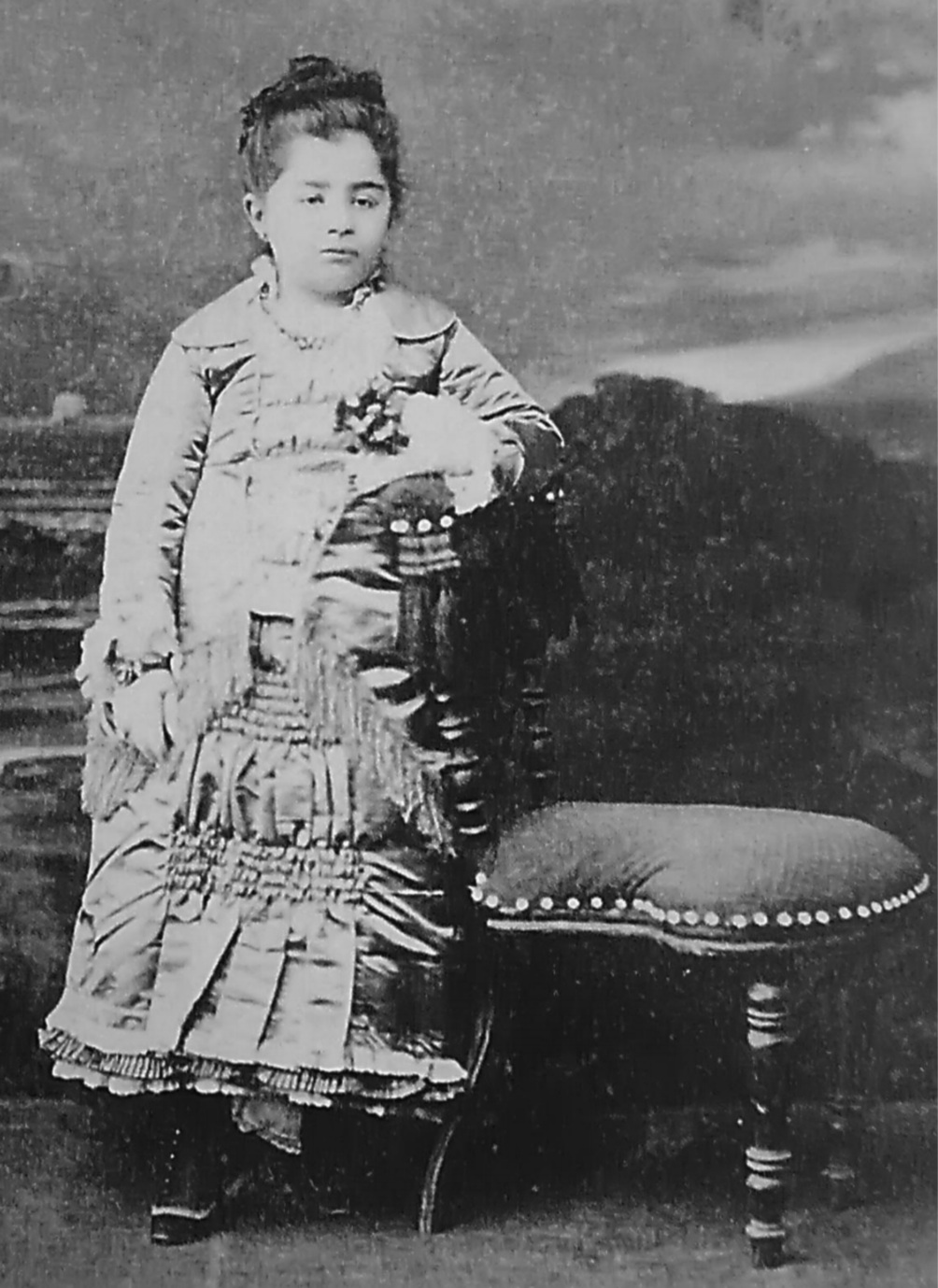
Зекие в детстве

Турецкий историк Чагатай Улучай без указания конкретной даты пишет, что Зекие-султан родилась в 1872 году, тогда как турецкий историк Недждет Сакаоглу и османист Энтони Олдерсон указывают датой её рождения 12 января 1871 года. Родителями девочки были будущий османский султан Абдул-Хамид II и его вторая жена Бедрифелек Кадын-эфенди. Помимо самой Зекие в семье было двое сыновей: Мехмет Селим-эфенди и Ахмед Нури-эфенди. Кроме того, у Зекие было четырнадцать единокровных братьев и сестёр от других браков отца.
Зекие получила дворцовое образование и брала уроки игры на фортепиано у Франсуа Ломбардини. Османский журналист Исмаил Мюштак Маякон в своей работе «Что я видел во дворце Йылдыз?» пишет, что больше всего султан любил эту дочь и Наиме-султан, об их престиже и положении он заботился более всего и даже к их мужьям было особенное отношение по сравнению со всеми остальными зятьями.

### Брак
20 апреля 1889 года восемнадцатилетняя Зекие была выдана замуж за Али Нуреддина-пашу — старшего сына героя Плевны, ветерана нескольких войн, маршала Осман-паши. Молодожёны переехали во дворец в Ортакёе. Абдул-Хамид сравнял с землёй старый дворец Нешатабад в Дефтердарбурну и построил там сдвоенный ялы для Зекие-султан и Наиме-султан. Согласно воспоминаниям Айше-султан, младшей единокровной сестры Зекие, на свадьбе Наиме-султан во дворце Йылдыз в 1898 году Зекие, как старшая дочь падишаха, выполняла роль хозяйки дома и принимала гостей; Айше описывает её прекрасный наряд — белое платье с длинной бархатной юбкой, украшения и диадему и подчёркивает, что всем своим видом та излучала заботу, окружавшую всю семью.
Свою первую дочь Зекие-султан назвала Ульвие — в честь старшей единокровной сестры, погибшей в результате несчастного случая в возрасте семи лет; младшая Ульвие умерла, не прожив и года. Вторая дочь Зекие, Фатьма Алие Ханым-султан, родившаяся в 1893 году, в 1911 вышла замуж за египтянина Мысырлы Мухсина-пашу. Турецкий историк и журналист Самих Нафиз Тансу в своей работе «Обратная сторона медали», в которую включены мемуары Джеляледдина-паши, сына Авлоньялы Ферида-паши, пишет, что Абдул-Хамид II не любил род хедивов и упрекал Зекие-султан, что «отдала дочь за хедивского проходимца». Такой брак дочери Зекие был основан, вероятно, на дружбе самой Зекие-султан с матриархом рода хедивов «валиде-пашой».
Османский государственный деятель Ахмед Семих Мюмтаз в своём труде «Ставшая мечтой действительность» пишет, что Зекие-султан часто устраивала приёмы и обеды, в селямлыке было 25 слуг, а в гареме 85 слуг, евнухов и невольниц. Он описываете красочные празднования Рамадана в её дворце, убранство салонов, в которых накрывали столы для приёмов и ифтаров, предлагаемые яства, гаремные развлечения и монологи невольниц на черкесском. Чтобы как-то справиться с похождениями мужа Нуреддина-паши, Зекие пристрастилась к нюхательному табаку. Абдул-Хамид хоть и не одобрял пристрастия дочери, но не забывал привозить ей французского нюхательного табака. Турецкий драматург Нахид Сырры Орик пишет, что братья Нуреддин и Кемаледдин-паши, во время учёбы в военной академии в элитном классе только и делали, что развлекались: франт и щёголь Нуреддин-паша хоть и развлекался с некоторыми египетскими принцессами, главным местом его обитания был район Бейоглу, полный гречанок лёгкого поведения; кроме того, Орик пишет, что Нуреддин был даже замешан в убийствах. Журналист Зия Шакир в статье «Наши правители полвека назад» пишет, что Нуреддин-паша захаживал к даме Камелии на Таксиме, от которой заразился венерическим заболеванием. Абдул-Хамид, узнавший, что Нуреддин заразил также и Зекие-султан, отдал тайный приказ об убийстве Камелии и её слуги Киркора.

### Изгнание и смерть
1 ноября 1922 года правительство в Анкаре приняло решение о разделении халифата и султаната и упразднении последнего. Ещё через полтора года, 3 марта 1924 года, был издан указ о высылке членов династии Османов за пределы страны. Зекие-султан уехала во Францию, где, связавшись с мошенником, потеряла свои драгоценности. Во французском По в гостинице стамбульского армянина она и Нуреддин-паша годами жили бесплатно. Семих Мюмтаз в труде «Ставшая мечтой действительность» указывает на иронию судьбы, что после жизни в роскошном дворце в Ортакёе Зекие-султан с мужем пришлось ютиться в комнатушке в отеле, хозяин которого, армянин по происхождению, годами позволял им жить бесплатно только потому, что они были сыном ветерана Османа-паши и его невесткой. Рассказывая в мемуарах о сестре, Айше Османоглу писала, что жизнь Зекие в отеле в По была наполнена невзгодами и была полной противоположностью её жизни в Стамбуле: «Мне сложно говорить о невзгодах, страданиях и горе, которые пережила эта почтенная женщина. Она провела последние свои дни в небольшой отельной комнатушке. У меня есть её наполненные страданиями письма, которые демонстрируют чувства этой ангельской сильной духом женщины. У меня нет слов, чтобы описать ту выдержку и покорность, с которой она уже в преклонном возрасте встретила эти лишения».
Зекие-султан умерла в нищете 13 июля 1950 года, через два года умер и Нуреддин-паша. Тахсин Оз в работе «Стамбульские мечети» писал, что «дочь Абдул-Хамида II Зекие-султан покоится в холле за мечетью дергяха Яхья-эфенди», однако это наверняка ошибка, поскольку Айше Османоглу в своих мемуарах вспоминала, что её старшая единокровная сестра похоронена во Франции, однако где именно она не знала.

## Комментарии
1. ↑  На месте дворца Зекие в Орткеё позднее была построена больница[2].
2. ↑  Одно из зданий позднее было переделано в школу, другое — в водный клуб. Здание школы сгорело в XX веке[2].
3. ↑  Улучай указывает, что Ульвие скончалась в возрасте 8 месяцев[6].
4. ↑  Мужская половина дома или же гостевые покои.
5. ↑  Оба они приходились султану зятьями: Кемаледдин был женат на Наиме-султан.